# Lijst van voetbalinterlands Bangladesh - Singapore (vrouwen)
Deze lijst van voetbalinterlands is een overzicht van alle officiële voetbalinterlands tussen de nationale vrouwenteams van Bangladesh en Singapore. De landen hebben tot nu toe drie keer tegen elkaar gespeeld.

## Wedstrijden
| № | Plaats  | Datum            | Competitie        | Wedstrijd              | Uitslag |
| - | ------- | ---------------- | ----------------- | ---------------------- | ------- |
| 1 | Kallang | 16 februari 2017 | Vriendschappelijk | Singapore − Bangladesh | 3 − 0   |
| 2 | Dhaka   | 1 december 2023  | Vriendschappelijk | Bangladesh − Singapore | 3 − 0   |
| 3 | Dhaka   | 4 december 2023  | Vriendschappelijk | Bangladesh − Singapore | 8 − 0   |

## Samenvatting
| Competitie        | Totaal gespeeld | Winst Bangladesh | Gelijk | Winst Singapore | Doelsaldo Bangladesh – Singapore |
| ----------------- | --------------- | ---------------- | ------ | --------------- | -------------------------------- |
| Vriendschappelijk | 3               | 2                | 0      | 1               | 11 − 3                           |
| Totaal            | 3               | 2                | 0      | 1               | 11 − 3                           |